# Диас де Леон, Карлос Энрике
Карлос Энрике Диас де Леон (исп. Carlos Enrique Dias de Leon; 1915—2014) — президент Гватемалы с 27 по 28 июня 1954 года. Был командующим вооруженными силами Гватемалы. В условиях интервенции наёмников ЦРУ президент страны Хакобо Арбенс передает власть Диасу (которого ЦРУ ранее уже пыталось подкупить за 200 тысяч долларов США, но он отказался). Тот заявляет, что будет продолжать борьбу против вторгшихся наёмников. На следующий день он был свергнут полковником Эльфего Монсоном, который 8 июля передал власть Кастильо Армасу.

## Факты
- Карлос Энрике Диас де Леон, умерший в возрасте 99 лет, являлся в конце жизни одним из самых долгоживущих бывших руководителей глав государств и правительств в мире.
- Карлос Энрике Диас де Леон — самый долгоживущий президент Гватемалы за всю известную историю.